# Germaniaturm

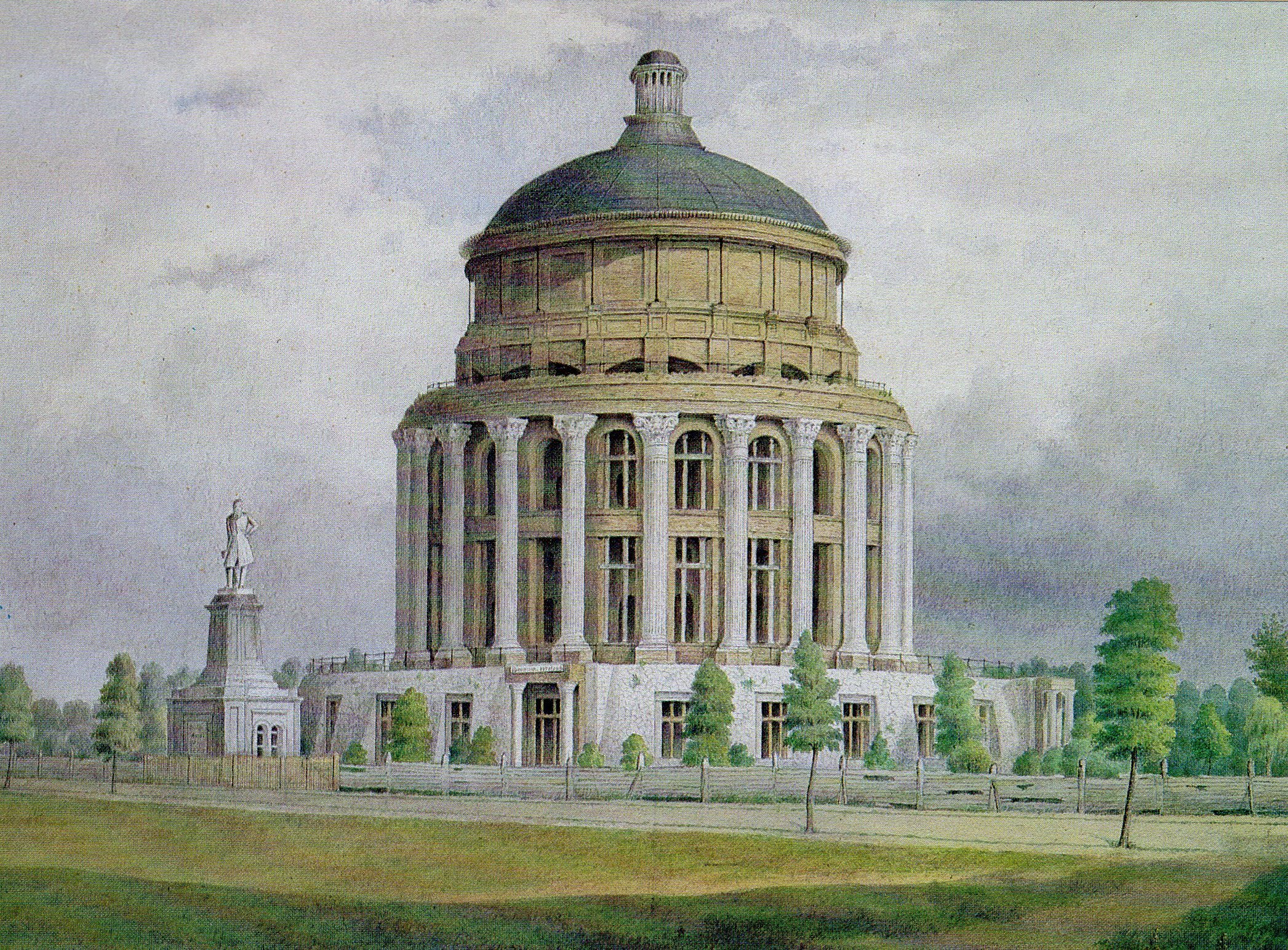
Der Germaniaturm in Westend im Jahr 1891

Der Germaniaturm war ein in der zweiten Hälfte des 19. Jahrhunderts nicht fertiggestellter Wasserturm mit Gaststätte in Charlottenburg bei Berlin.

## Geschichte
Der Germaniaturm wurde ab 1872 im damaligen Charlottenburger Neubaugebiet Westend an der Eschen- Ecke Rüsternallee erbaut. Der Bauherr Heinrich Quistorp plante mit dem Turm sowohl als Teil der Wasserversorgung des Westends Geld zu verdienen, als auch über eine Gaststätte im Wasserturm unter dem zweitausend Kubikmeter fassenden Wasserbecken Geld einzunehmen. 

### Bau
Um den gastronomischen Teil des Turms so attraktiv wie nur möglich zu gestalten, wünschte Quistorp vom Potsdamer Hofmaurermeister Ernst Petzholtz, der die Bauentwürfe lieferte, ein imposantes Gebäude mit einem Kuppeldach. Auf dem Kuppeldach aufgesetzt sollte ein Aussichtsturm stehen, auf dem wiederum eine Germania als höchster Bauteil des Hochreservoirs stehen sollte. Das auf einem massiven Sockel aufgebaute Gebäude sollte für seine ansprechende Optik „vor allem eine recht große Zahl von Säulen“ haben. Dafür plante Petzholtz 24 je 16 m hohe korinthische Säulen von 1,60 m Durchmesser aus Zement als Außenansicht des runden Gebäudes. Der Festsaal der Gaststätte unter dem Wasserbehälter war als eine „Ruhmeshalle“ mit einem Durchmesser von 20 m und einer Höhe von 22 m geplant.
Bereits 1874 wurde das im Bau befindliche Gebäude von einem Fachmann als „ziemlich merkwürdiges Bauwerk“ beschrieben und hieß bei seinen Gegnern „Tempel des Wahns“. 

### Abbruch
Nachdem Quistorp für das immer noch unfertige Gebäude angeblich 4,5 Millionen Mark aufgewendet hatte, war er bankrott. Auch die 1878 gegründeten Charlottenburger Wasserwerke übernahmen den Bau nicht und so kam es zur Zwangsversteigerung. Dabei erwarb Quistorps Bruder, Johannes Quistorp, den unfertigen Wasserturm für 50.000 Mark. Er veräußerte ihn 1892 an die Abbruchfirma Fischer und Metzger in Weißensee, die mit den verbauten sieben Millionen Ziegelsteinen ein Geschäft machen wollte. Die Abbruchfirma plante die Bauruine zu sprengen, aber ihre Sprengversuche scheiterten. Daraufhin wurden von der Preußischen Armee die Schöneberger Eisenbahnpioniere angefordert. Am 14. Oktober 1892 sprengten die Pioniere zunächst den Kuppelbau des Wasserturms. Ende Oktober/Anfang November folgten die riesigen Säulen und die nach innen hinter ihnen liegenden tragenden Pfeiler der Kuppel, die man nicht gleichzeitig mit der Kuppel niedergelegt hatte, um Beschädigungen der benachbarten Häuser zu vermeiden.  
An der Stelle des Germaniaturms wurde 1912 das Paulinenhaus erbaut.